# Apache Tomcat
Apache Tomcat — це вебсервер написаний мовою програмування Java. Розробляється Apache Software Foundation як вільне та відкрите програмне забезпечення.
В термінології Java, Apache Tomcat це контейнер сервлетів. Він реалізує специфікацію сервлетів і Jakarta Server Pages (JSP), що є стандартами для розробки вебзастосунків на Java.
Вебзастосунки для сервера Tomcat мусять бути запаковані як WAR-файли.

## Історія
Розробка Tomcat була розпочата Джеймсом Дунканом Девідсоном із Sun Microsystems у листопаді 1998 року в якості взірцевої реалізалізації сервлетів (Java Servlet API Specification v2.1).
У 1999 році було випущено першу публічну версію Tomcat — версію 3.0 (попередні версії були випущені Sun для внутрішнього користування). Ця версія Tomcat реалізувала специфікацію сервлетів версії 2.2.
Tomcat версії 10.1.x реалізує сервлети версії 6.0 та JSP версії 3.1.

## Розробка
Члени Apache Software Foundation (ASF) і незалежні добровольці розвивають та підтримують Tomcat. Користувачі мають вільний доступ до вихідного коду Tomcat за умовами Apache License.

## Дивись також
- JBoss
- Сервлет
- Java Server Pages